# Badia de Bandon

El golf de Siam amb la badia de Bandon a l'oest.

La badia de Bandon (tailandès อ่าวบ้านดอน) és una badia situada a la part occidental del golf de Siam.

## Geografia
La badia està formada per la costa de la província de Surat Thani, des del cap Sui en el districte de Chaiya a l'extrem nord-oest al llarg d'uns 100 km fins al districte de Kanchanadit district a l'est.
Els estuaris dels rius Tapi i Phum Duang es troben a la zona litoral de la badia. Les illes de Ko Samui, Ko Phangan i Ko Tao tanquen la badia per la part oriental.
La badia de Bandon és poc profunda, amb una profunditat d'entre 1 i 5 metres. Hi ha zones fangoses a causa de l'alta sedimentació. Aquestes llanures fangoses de la zona intermareal estaven abans cobertes de manglars dominats per les espècies Sonneratia spp. i Rhizophora spp.. Actualment però les granges de gambes han substituït la vegetació natural.